# Andrea Giovi
Andrea Giovi (né le 19 août 1983 à Pérouse) est un joueur italien de volleyball. Il mesure 1,85 m et joue libero. Il totalise 65 sélections en équipe d'Italie.

## Clubs
| Club                        | De        | À         |
| --------------------------- | --------- | --------- |
| Sir Safety Pérouse          | 2003-2004 | 2004-2005 |
| Marconi M.M. Volley Spolète | 2005-2006 | 2005-2006 |
| Volley Corigliano           | 2006-2007 | 2007-2008 |
| Lube Macerata               | 2008-2009 | 2008-2009 |
| Top Volley Latina           | 2009-2010 | 2009-2010 |
| Umbria Volley               | 2011-2011 | 2011-2012 |
| Sir Safety Pérouse          | 2012-2013 | …         |

## Palmarès
- Championnat d'Europe
  - Finaliste : 2011, 2013
- Championnat d'Italie
  - Finaliste : 2005, 2014
- Coupe d'Italie (1)
  - Vainqueur : 2009
  - Finaliste : 2014
- Supercoupe d'Italie (1)
  - Vainqueur : 2008